# Burrington (Somerset)
Burrington – wieś w Anglii, w hrabstwie ceremonialnym Somerset, w dystrykcie (unitary authority) North Somerset. Leży 18 km na południowy zachód od miasta Bristol i 183 km na zachód od Londynu. W 2001 miejscowość liczyła 477 mieszkańców.